# Пуща-Озерна (санаторій)
50°33′22″ пн. ш. 30°20′56″ сх. д. / 50.55611° пн. ш. 30.34889° сх. д.
«Пуща-Озерна» — санаторний комплекс відомчого підпорядкування Державному управлінню справами.
Розташований у передмісті Києва на площі 73 га Пуща-Водицького лісопарку за адресою — Пуща-Водиця, 14-та лінія. Розрахований на 404 місць і має в своєму складі 4 спальні корпуси, лікувально-діагностичне відділення, господарські служби.

## Рекреаційно-паркова зона
На території санаторію налічується понад 120 рідкісних видів кущів та дерев, які завезені з усіх кінців світу. Особливий клімат створює сосна — рослина зі смолистим бальзамічним ароматом.
Лікувальні властивості повітря соснового лісу відзначаються наявністю в ньому озону і великої кількості фітонцидів. Це сприяло тому, що саме це місце було вибране для побудови оздоровчого закладу. Будівництво розпочалось в червні 1945 року. З того часу постійно розширюється лікувально-оздоровча база санаторію, проводяться роботи з благоустрою території.

## Персоналії
За час функціонування санаторію в ньому оздоровлювались відомі люди. Це видатні спортсмени, олімпійські чемпіони, чемпіони Європи, Герої Радянського Союзу, відомі літератори, артисти. В свій час відбулась зустріч першого космонавта Юрія Гагаріна з відпочиваючими. Також на території санаторію знімались відомі кінострічки «Імітатор», «Госпожа удача» та інші.

## Український «Артек»
Державним управлінням справами прийнято рішення про тимчасове перебування дитячого комплексу «Артек» на базі санаторного комплексу на час окупації Криму.

## Галерея

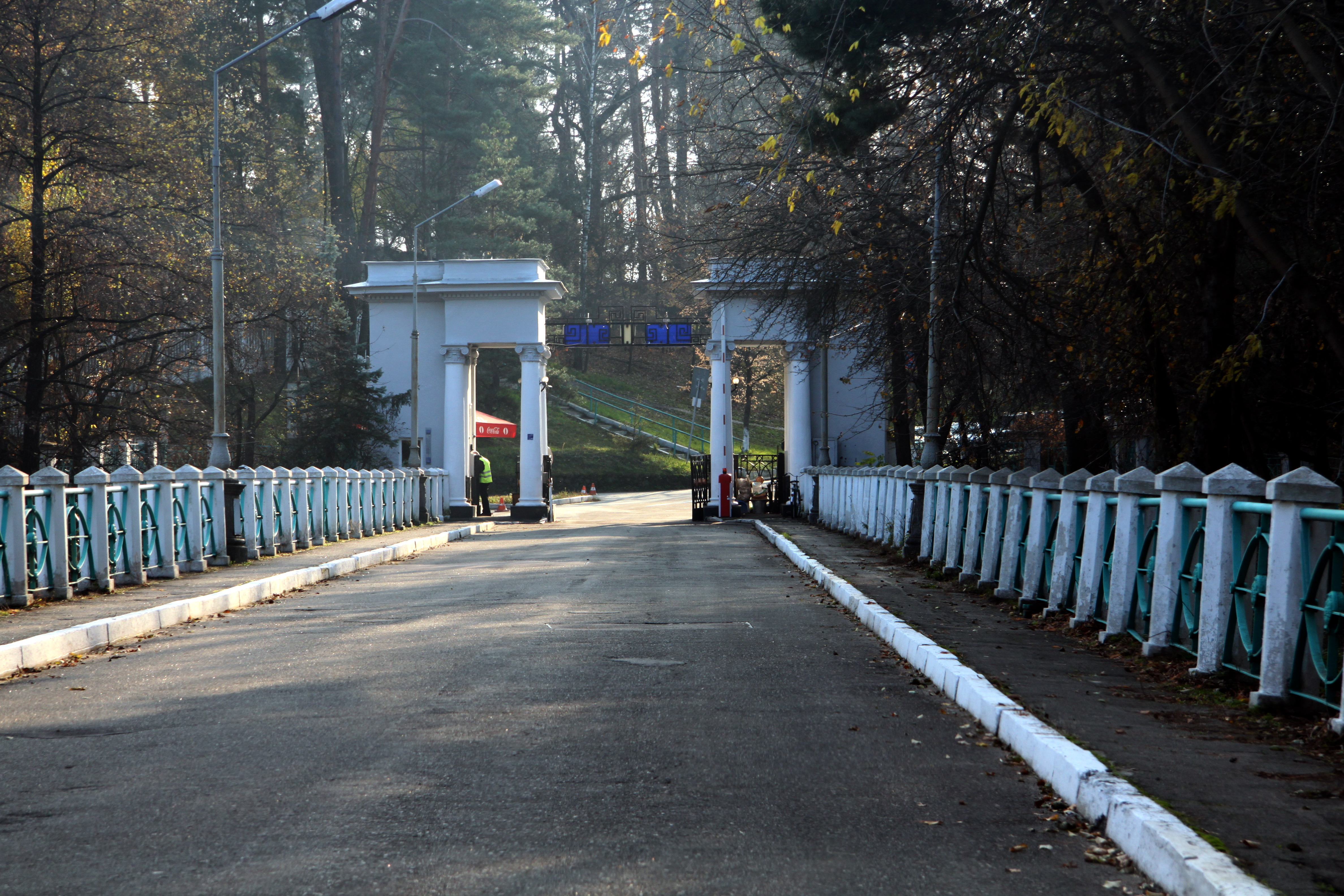
пропілеї і вхід по дамбі
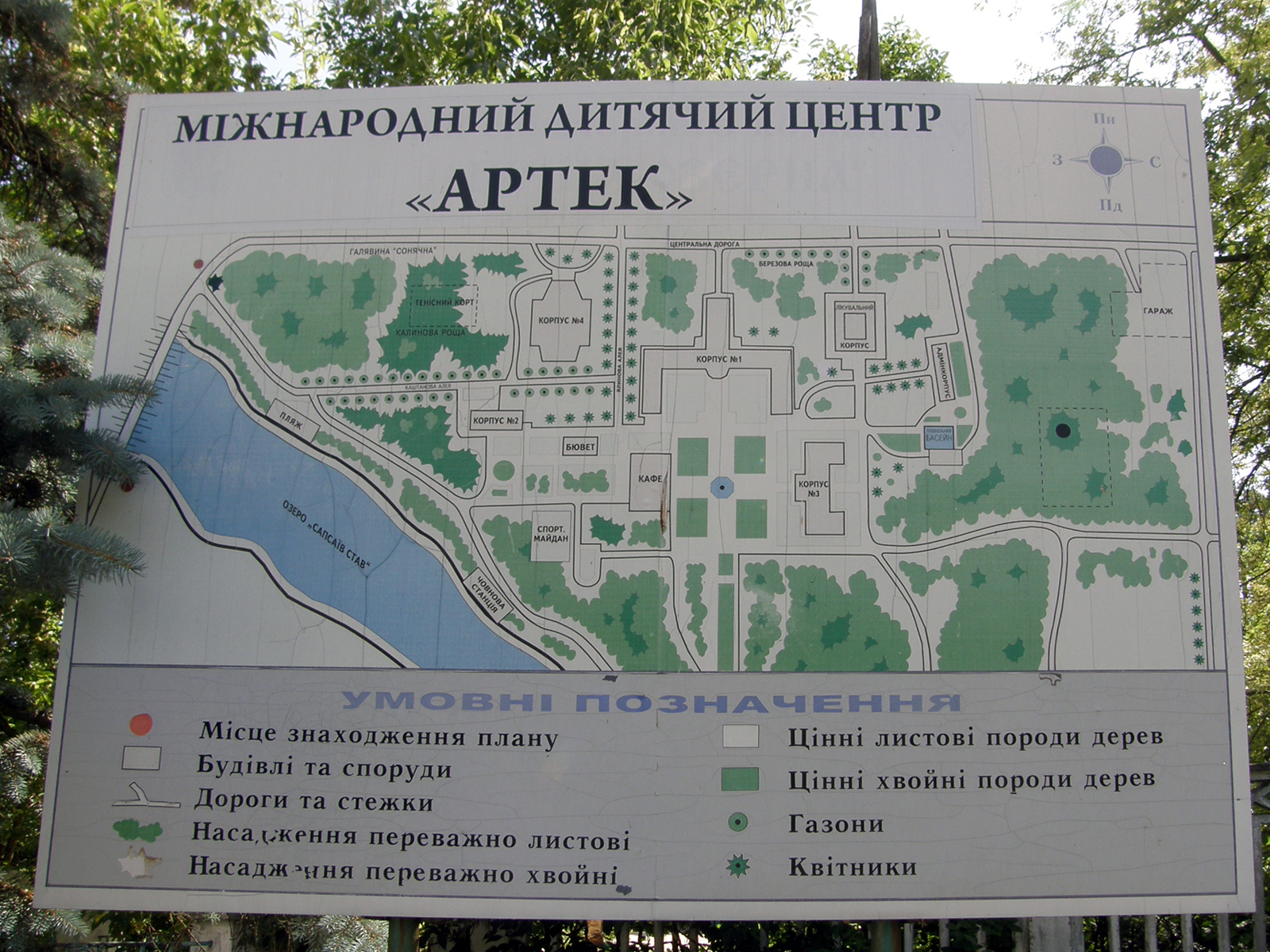
схема табору «Артек»
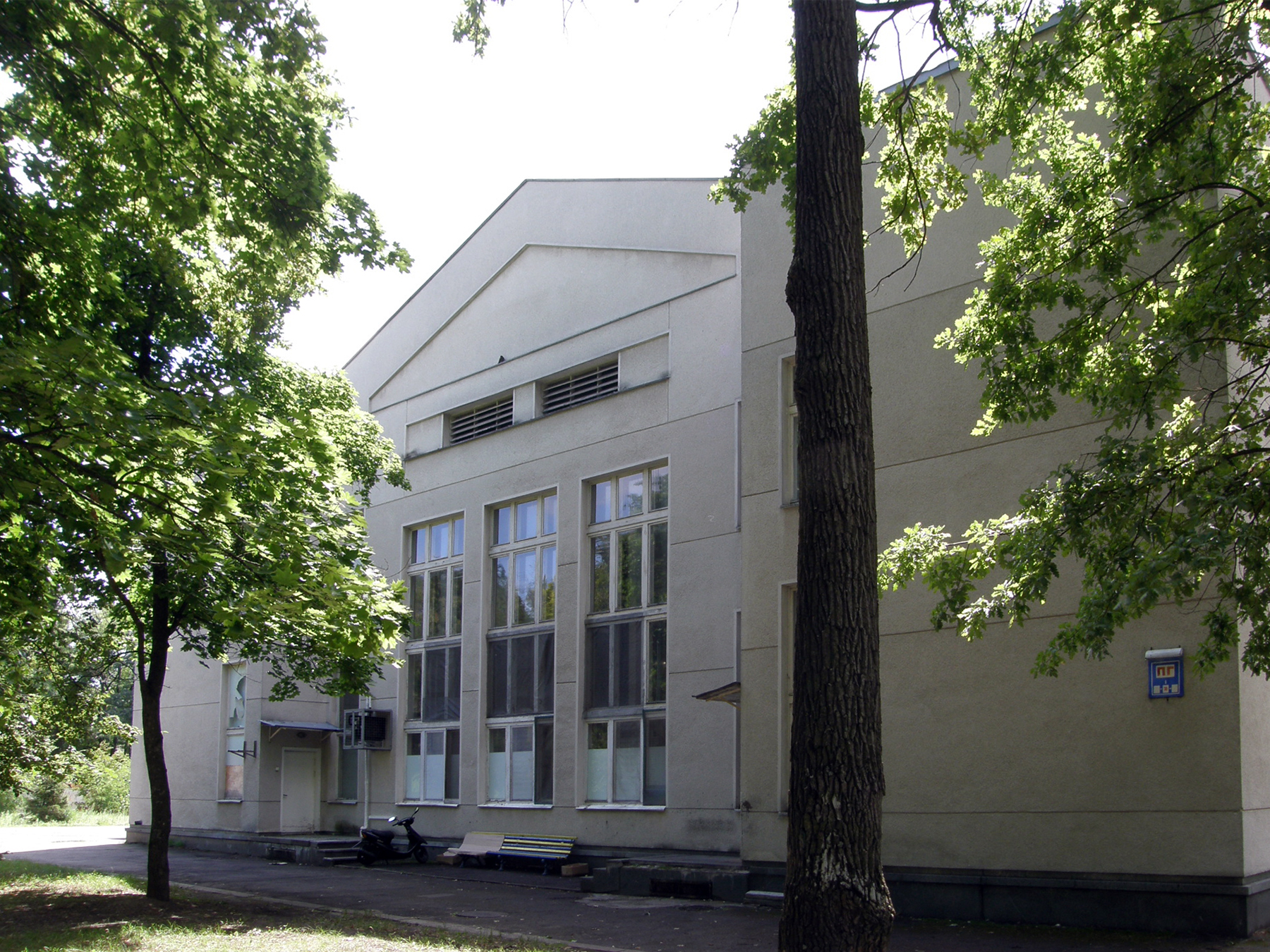
корпус № 1, північна фасада
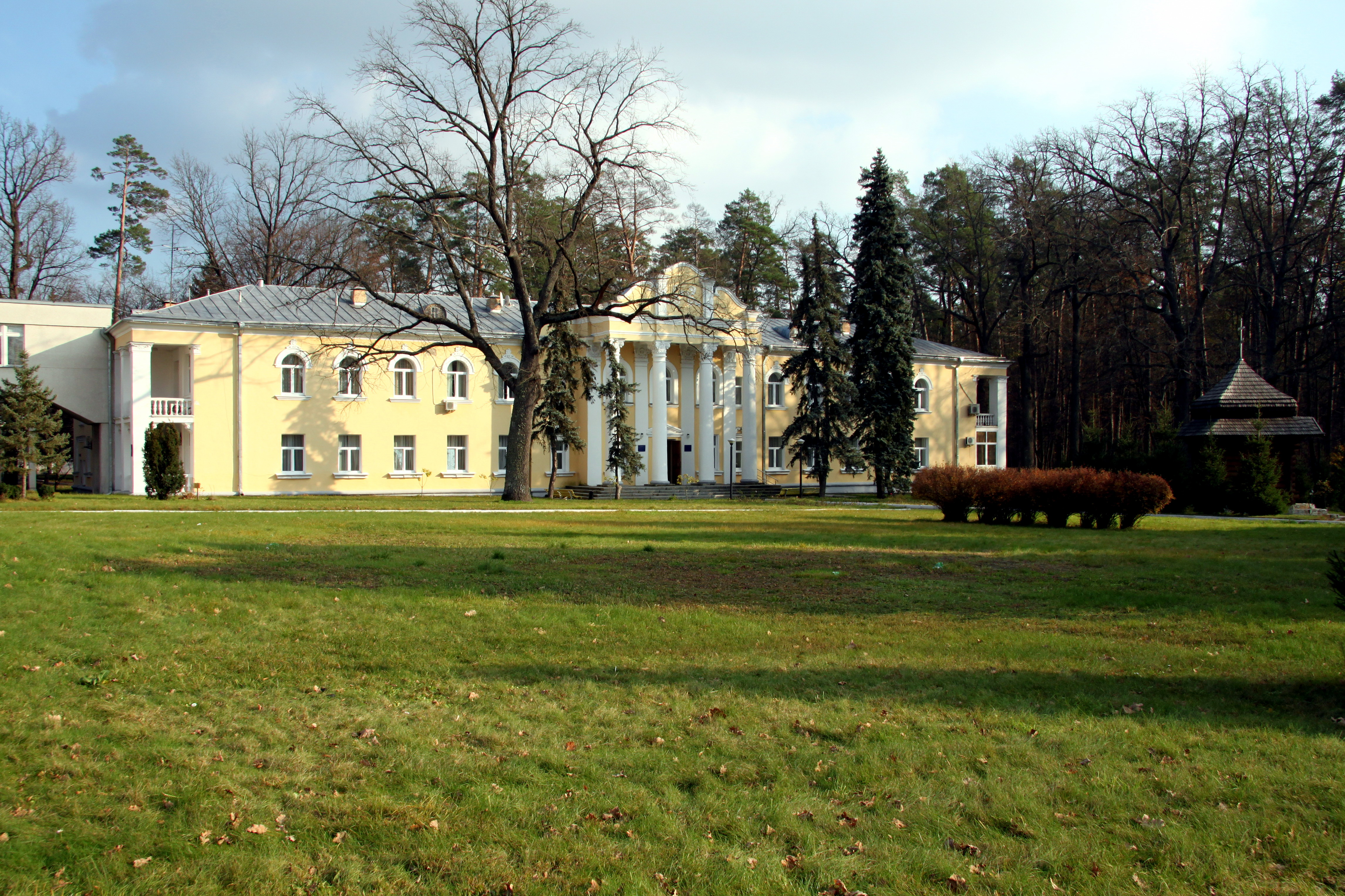
водолікарня (корпус № 3)
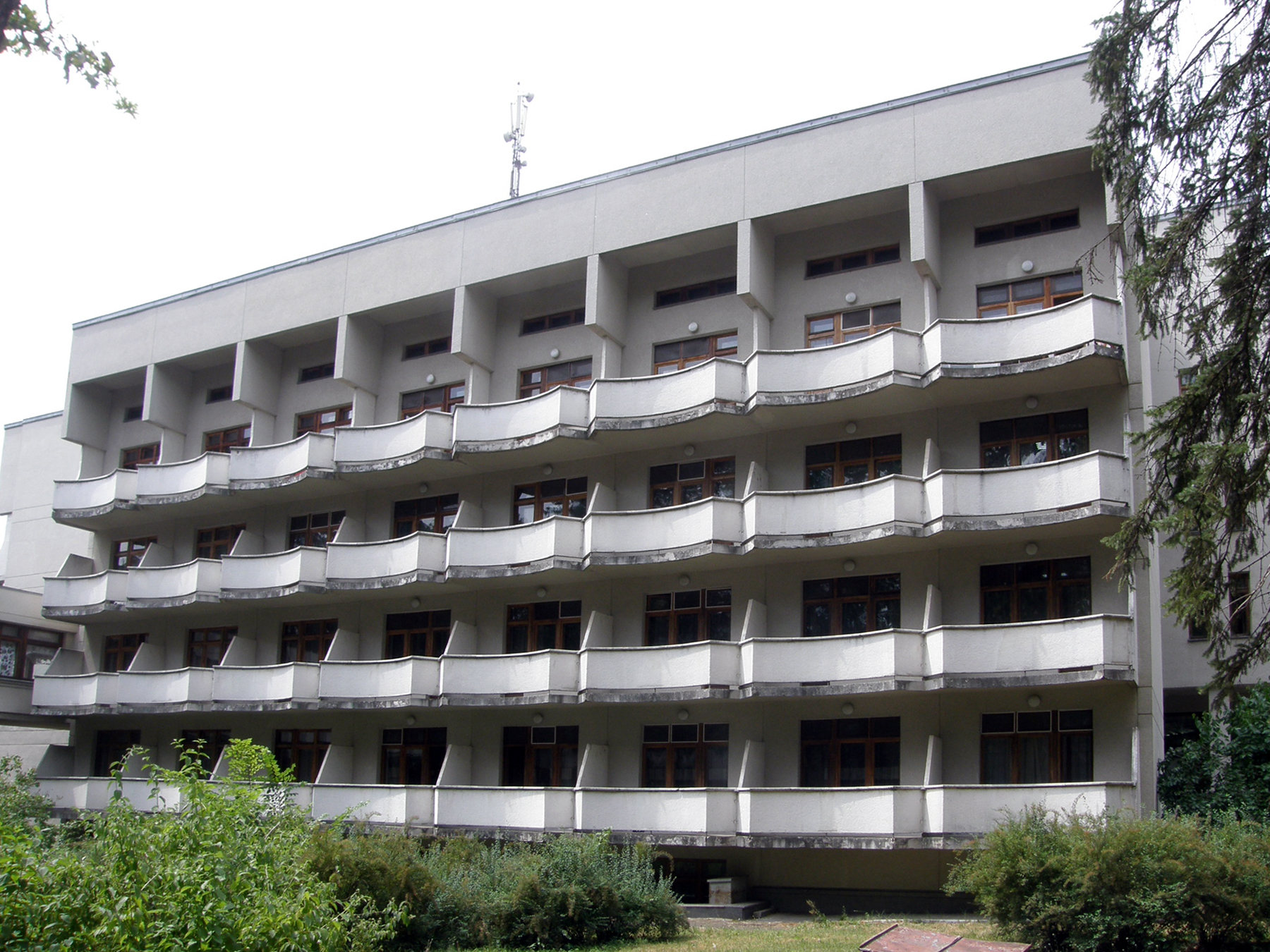
корпус № 4
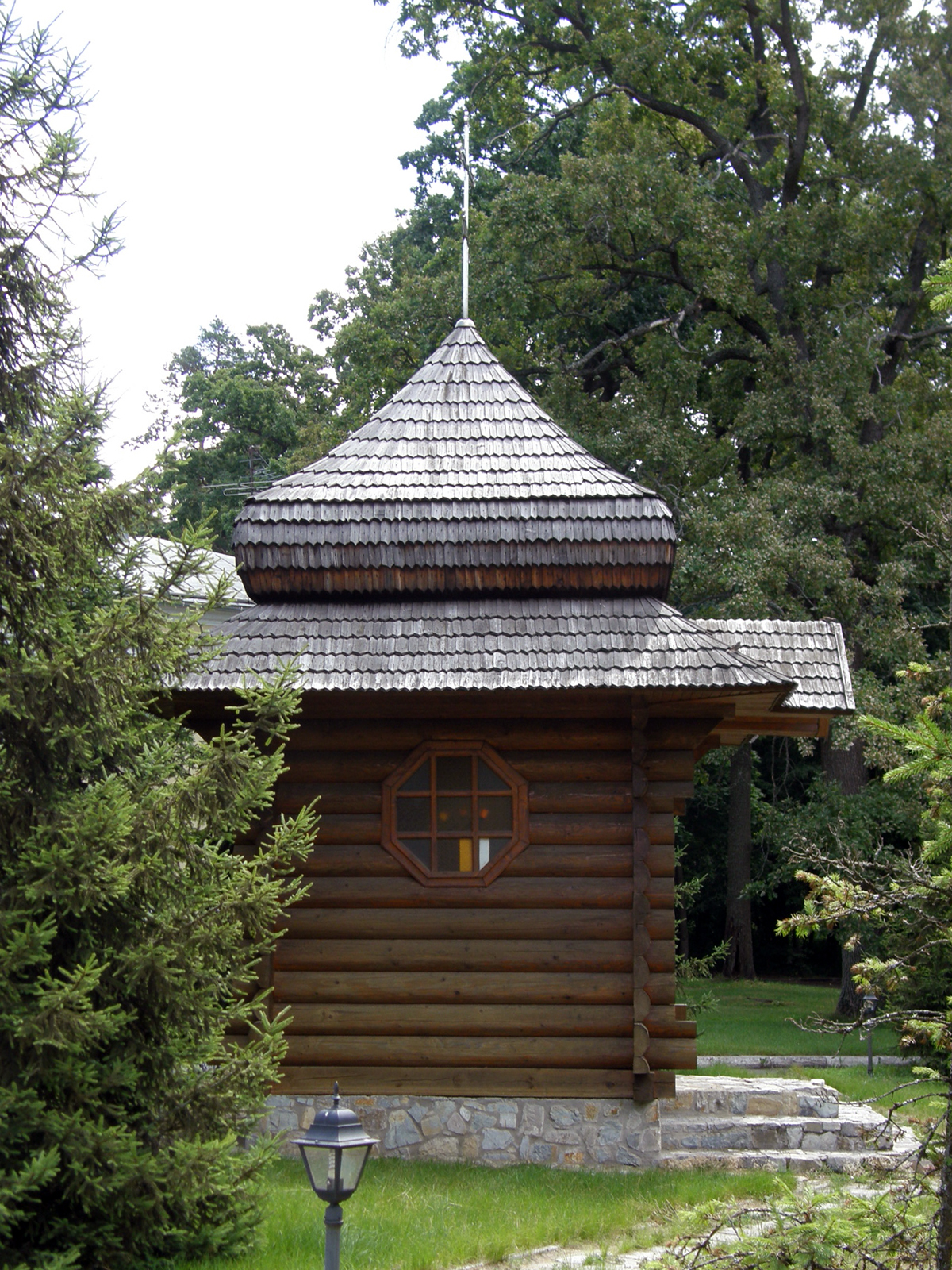
каплиця великомучениці Варвари, установлена у 2007 коштом В. Ющенка
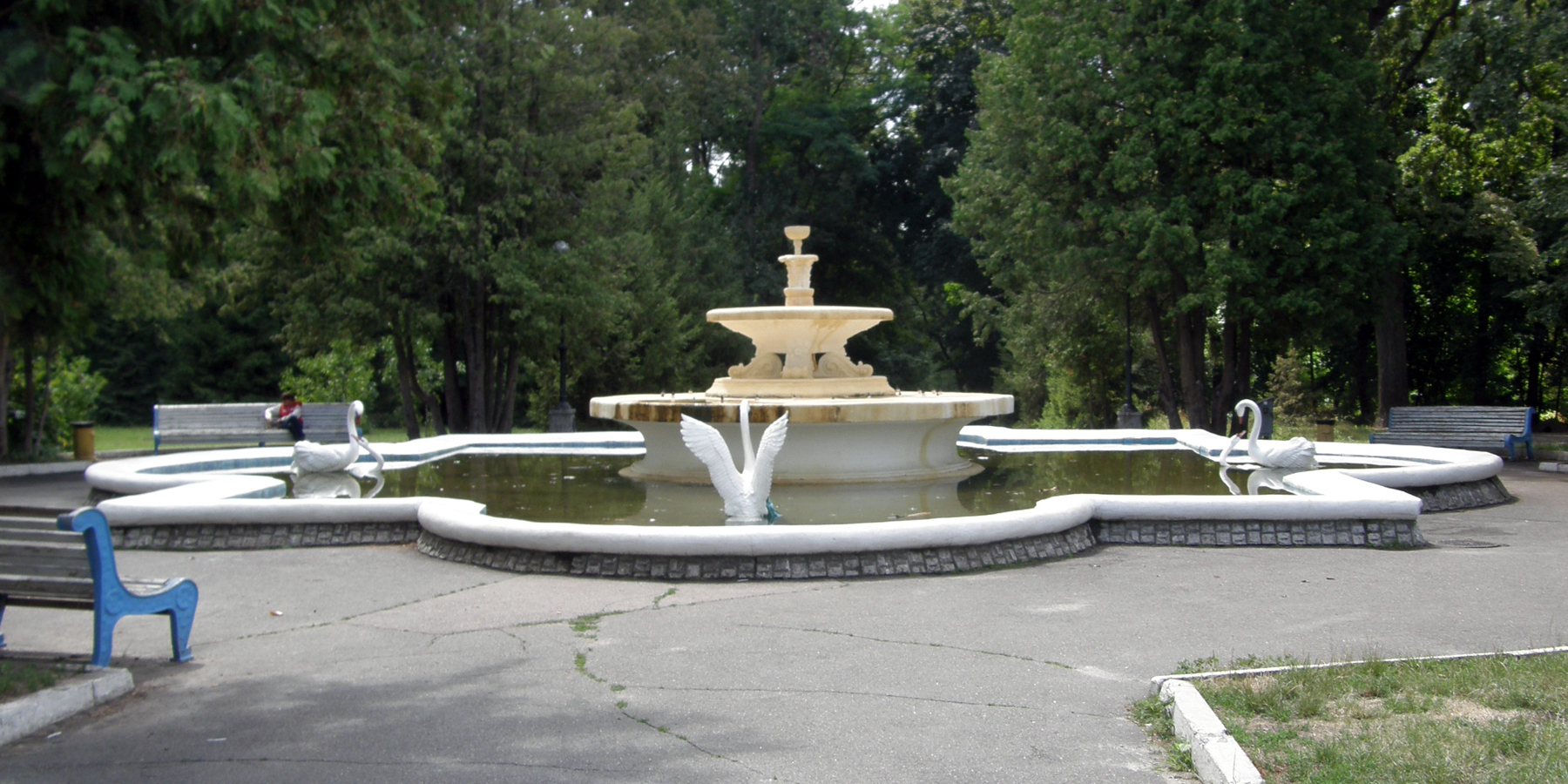
фонтан із скульптурами лебедів
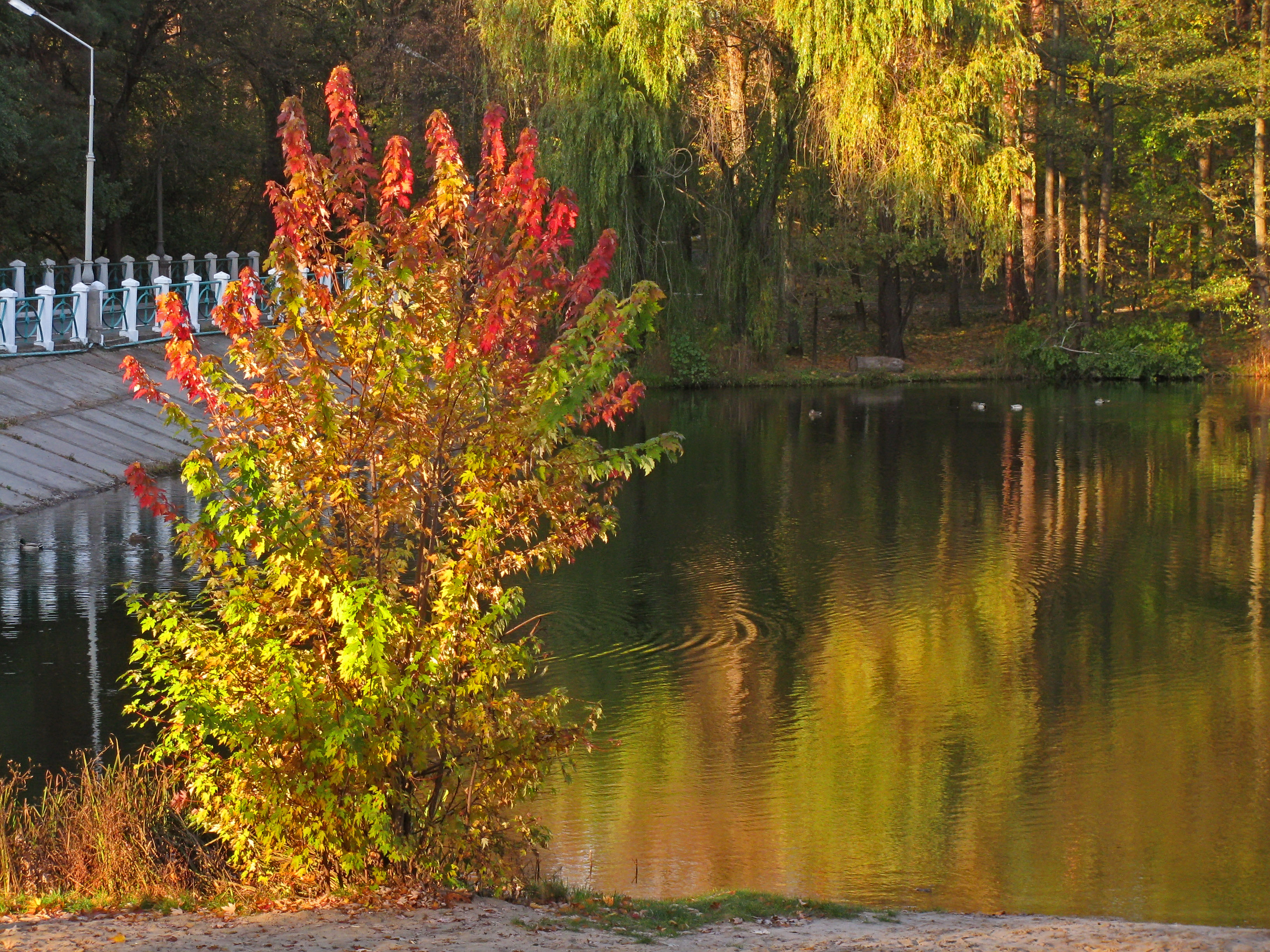
Сапсаїв Став
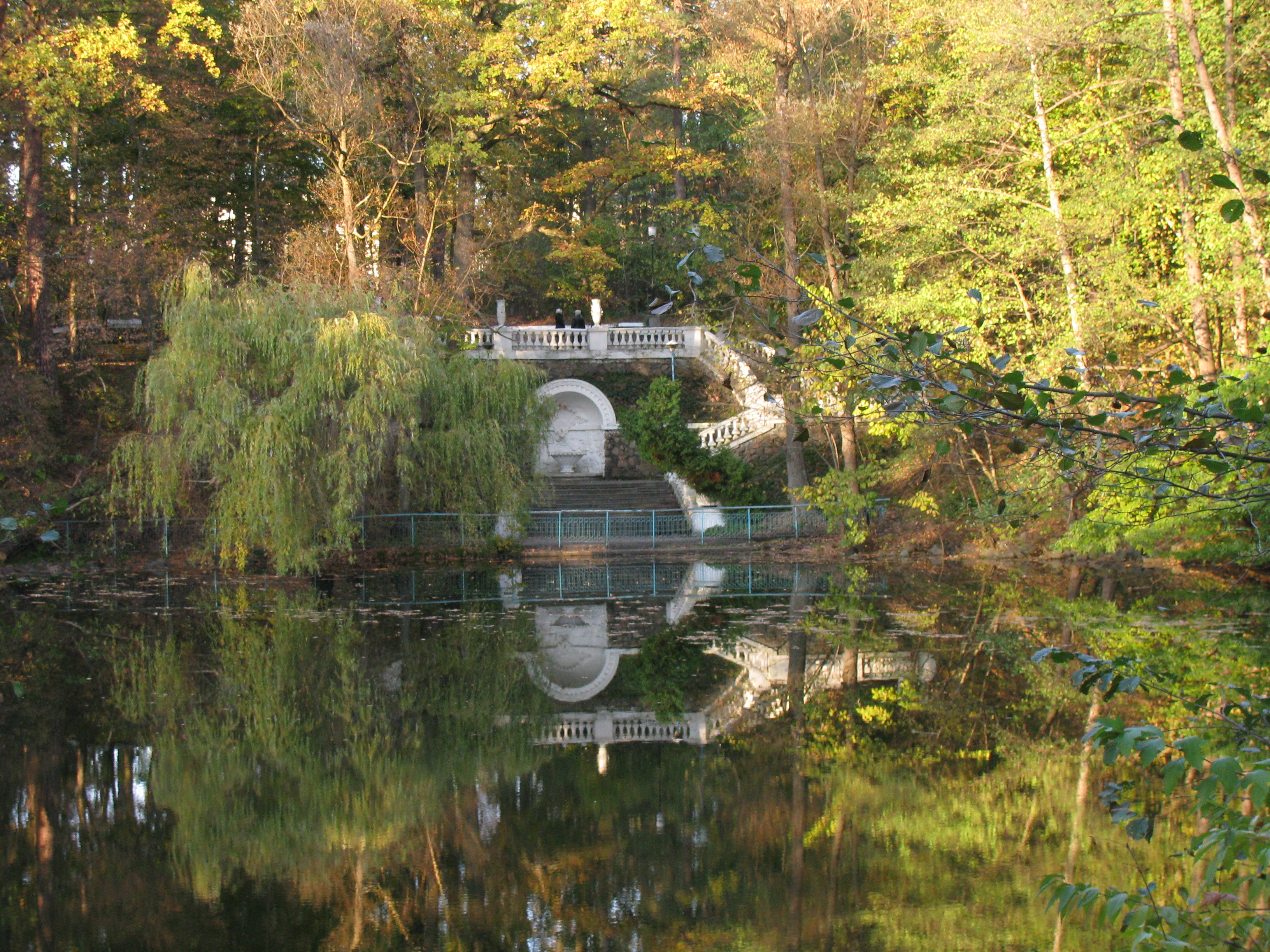